# Michel Elie
Michel Elie est un ingénieur informatique français spécialiste de l'architecture des systèmes d'informatique distribuée.

## Biographie
Michel Elie est ingénieur diplômé de l'École supérieure d'électricité en 1961. 
IL commence à travailler à partir de 1965 pour la Compagnie européenne d'automatisme électronique, au service d'un grand client, EDF, où il est chargé de projets de télématique. 
Puis il est embauché à la CII. En mai 1968, il a participé à la réflexion qui s'est développée à la CII dans le sillage des événements de mai 1968, lorsque François-Henri Raymond a appelé à une "conception plus participative de l’entreprise", associant une consultation de ses ingénieurs aux projets et à la stratégie de la CII.
En 1968, il participe à la préparation d'une démonstration de liaison « rapide » entre un ordinateur CII développé avec l'Américain SDS, situé au Sicob de La Défense, et un autre de Control Data, du centre de recherche de l’EDF à Clamart. Il fait à cette occasion la connaissance de Gérard Deloche, qui a obtenu une bourse du Comité de recherche en informatique pour participer à l'Arpanet via un séjour d'un an l'Université de Californie à Los Angeles (UCLA), que lui a conseillé François-Henri Raymond. Tous deux travaillent au logiciel de transaction Gestra qui sert à faire la démonstration de liaison entre deux ordinateurs très différents, entre La Défense et Clamart.
Michel Elie obtient la même bourse et part à son tour, à l'été 1969, à l'UCLA, où il a lui aussi été embauché comme assistant de recherche et participe aux travaux de conception des protocoles de l'Arpanet, en étant le seul européen de l'Network Working Group, petit groupe d'une dizaine de personnes pilotant Arpanet. Son prédécesseur Gérard Deloche y avait décroché un Master en ordinateurs et s'était impliqué dans le premier Network Working Group, avant d'inciter Michel Elie à faire de même.
Si l’on consulte en ligne les Requests for comments, inventées par Steve Crocker dès 1969, la numéro 9 émane de Gérard Deloche, en mai 1969. La mise au point du NCP semble avoir débuté par le RFC 9, lancé par Gérard DeLoche, se poursuivant jusqu'en 1971. La RFC 51 émane elle de Michel Elie en 1970, il y propose de remplacer le langage assembleur par un langage spécifique au réseau.
Le premier lien d'hôte à IMP fut installé et testé à UCLA le 2 septembre 1969, et un mois plus tard, le Stanford Research Institute répétait cette première étape, le rapport du groupe de BBN définissant l'IMP datant de mai 1969,
De retour en France, il participe au développement de Transiris, logiciel réseau de l'Iris 80. En janvier 1971, il est invité a une réunion de la Délégation à l'informatique pour parler de son expérience Arpanet, puis en mars 1971 le groupe de réflexion sur un réseau de calculateurs publie son rapport tandis qu'un budget de 24 millions de francs sur trois ans et demi est débloqué, tandis que les deux groupes de travail sont présidés par Alain Profit du CNET et Pierre Henry d'EDF, avec des réunions les 7 mai, 17 mai et 21 juin. L'INSEE et les ministères des transports et de l'équipement sont représentés, mais sceptiques, et dès 1971 Maurice Allègre et le CNET ont leurs propres projets, à la suite du déplacement aux États-Unis de 1969, mené Michel Monpetit, adjoint de Claude Allègre, auquel a participé Michel Élie avec Sacha Krakowiak, Claude Kayser et Alain Profit, au moment où a démarré à l'IRIA le projet Esope (informatique).   
Michel Elie est ensuite dans les années 1970 le responsable de l'architecture de réseaux adoptée par la CII en 1971, baptisée NNA (New Network Architecture), puis rebaptisée cinq ans plus tard DSA, avec l'idée d'une informatique distribuée[réf. nécessaire].  Il travaille en lien avec l'équipe Cyclades qui estime qu'il faut "lutter contre la dominance" d'IBM et soutenir la CII. En même temps, Louis Pouzin propose par écrit en février 1976 aux architectes d'IBM des réunions communes.  Son collègue de Louveciennes Jean-Pierre Touchard rejoint Cyclades. Alain Bron, Michel Bourguignon et Charles de Bourbon développent le projet coté CII autour de Claude Boulle.  
À partir de 1988, il est associé à la direction de la recherche et du développement avancé de Bull, puis s’intéresse à partir de 1995 à la prospective de l’internet et ses usages à fort potentiel social et sociétal. En 1997, il crée à Montpellier l’Observatoire des usages de l’Internet (OUI) et aide plusieurs associations de terrain à utiliser l’internet.

## Article
- Internet, retour sur les origines et la "philosophie" du Web, par Michel Elie, Le Monde
- Témoignage sur l'internet et les réseaux (1969-1978) sur FEB-patrimoine site de la Fédération des Equipes Bull